# Schlaitener Straße
Die Schlaitener Straße (L 289) ist eine 3,358 Kilometer lange Landesstraße in Tirol, Bezirk Lienz. Sie bindet das Gemeindegebiet von Schlaiten an die Felbertauern Straße (B 108) im Iseltal an und verläuft vom Gewerbegebiet der Gemeinde Ainet über die Ortsteile Plone, Gonzach und Bacherdorf bis zum Hof Wastler des Ortsteils Gantschach. Die Straße verläuft die ersten rund 500 Meter auf dem Gemeindegebiet von Ainet und liegt ansonsten auf dem Gemeindegebiet von Schlaiten. Die Straße wird von der Straßenmeisterei Matrei in Osttirol betreut.